# Granada Modelo 1914
La Modelo 1914 (Ручная граната образца 1914 года; Ruchnaya granata obraztsa 1914 goda, granada de mano Modelo 1914) es una granada de mango rusa (granada de fragmentación con una manga opcional) que fue empleada durante la Primera Guerra Mundial y la Segunda Guerra Mundial.

## Empleo
La M1914 es una granada con espoleta cronométrica. Para activarla, el usuario debe sujetar la granada con el pasador de seguridad entre dos dedos, mover el seguro para que no esté delante del percutor y después lanzarla. El pasador de seguridad es soltado al momento de lanzar la granada.

## Historia

### Orígenes
La M1914 es una granada Modelo 1912 muy modificada. La ojiva de la granada pasó de una forma cuadrangular a ser cilíndrica, se le reemplazó el mango de madera por uno de chapa de metal soldada y se le retiró el gancho para colgarla del cinturón.

### Primera Guerra Mundial
La M1914 fue una de las pocas granadas empleadas en este conflicto, que estaba en servicio desde antes de su inicio. Las Fuerzas Armadas rusas la emplearon durante la guerra junto a la granada Stender, hasta que Rusia se retiró de la guerra en 1917. 

### Período de entreguerras
La M1914 fue modificada en 1930 para emplear un explosivo diferente, TNT. El TNT era un explosivo común en las granadas soviéticas de la época, tales como la F-1 y la RGD-33. La granada con nueva carga explosiva recibió la designación M1914/30.   

### Segunda Guerra Mundial
La M1914/30 también fue empleada en la Segunda Guerra Mundial, pero fue finalmente reemplazada por la RGD-33 como la granada de mango estándar del Ejército Rojo.
Las granadas M1914/30 de los lotes capturados por los alemanes recibieron la designación HG 336(r).  

### Después de la Segunda Guerra Mundial
Al final de la guerra, la M1914 fue completamente retirada de servicio y reemplazada por otros modelos, tales como la RGD-5. Sin embargo, versiones inertes de la M1914 fueron empleadas para entrenamiento hasta la década de 1980.

## Variantes

### M1914/30
La M1914/30 es una variante de la M1914 cuya carga explosiva es de TNT en lugar de ácido pícrico. Es idéntica a la M1914.

### Granada química M1917
La M1917 es una M1914 modificada y más grande, que expulsa gas cuando "detona". El principal agente químico de esta granada son 500 g de cloropicrina, que es un irritante. La M1917 puede distinguirse de la M1914 porque es más grande y tiene pintado un cráneo con huesos cruzados, con la palabra "química" en ruso debajo.

### Manga de fragmentación
La M1914 tiene una manga de fragmentación opcional, que la transforma en una granada de fragmentación. El diseño de la manga fue empleado después en la manga de fragmentación de la granada RGD-33.